# Сингх, Дипак Бахадур
Дипак Бахадур Сингх (непальск. दिपक बहादुर सिंह; род. 26 июля 1961, Дханкута, Непал) — непальский политический деятель, депутат Палаты представителей (с 2022).

## Биография
Родился 26 июля 1961 года в районе Дханкута, Непал.
После окончания обучения начал карьеру государственного служащего, вступив в «Национал-демократическую партию Непала». На парламентских выборах 2022 года Сингх выдвинул свою кандидатуру в Палату представителей Непала от 1-го избирательного округа района Макванпур. По результатам голосования он одержал победу над своим соперником Камалом Тхапой и официально вступил в должность 22 декабря того же года.